# Clube de Regatas Brasil
Clube de Regatas Brasil, CRB, är en sportklubb från Maceió, Alagoas, Brasilien. Klubben grundades 1912. Dess herrfotbollslag som spelar i brasilianska serie C. 
Damlaget i volleyboll kom fyra i Campeonato Sudamericano de Clubes de Voleibol Femenino (sydamerikanska cupen) 1978. Herrlaget i fotboll har vunnit Campeonato Alagoano 27 gånger (1927, 1930, 1937-1940, 1950-51, 1961, 1964, 1969, 1970, 1972-73, 1976-79, 1983, 1986-87, 1992-93, 1995, 2002 och 2012-13).